# Ленинск-Кузнецкий район
Ле́нинск-Кузне́цкий райо́н — административно-территориальная единица (район) в Кемеровской области России. В рамках организации местного самоуправления в границах района существует муниципальное образование Ленинск-Кузнецкий муниципальный округ (с 2004 до 2019 гг. — муниципальный район).
Административный центр — город Ленинск-Кузнецкий (входит в состав района).

## География
Район расположен в центральной и северо-западной части Кемеровской области, в центре Кузнецкой котловины и относится к степным районам области. Рельеф местности холмистого характера. Климат — резко континентальный, с продолжительной и холодной зимой, жарким, но коротким летом. Направление господствующих ветров — юго-западное.
Занимает площадь 2,4 тыс. км². Район имеет 134,9 тыс. га. в пашни, лесами и кустарниками занято 26,1 тыс. га., болотами — 4,8 тыс. га. Площадь сельхозугодий занимает 83 % (в том числе пашня — 58,2 %), леса — 8,5 %, воды — 0,8 %, прочие земли — 7,7 %.
Из полезных ископаемых имеется каменный уголь, в пойменной части реки Иня расположены месторождения строительных песков (некондиционных). Имеются месторождения кварцевых песков, известняков, гравия, строительного камня, золота, марганца.
Главная река района — Иня с притоками (р. Касьма, р. Ур, р. Южная Уньга).
Почвы чернозёмные, темно-серые, слабоподзолистые.

## История
В XVII—XVIII веках земли нынешнего района были южным форпостом сети томских казацких крепостей. С 1802 года, при образовании Томской губернии, здесь формируется её Кузнецкий уезд, который просуществовал до 1924 года.
В 1925 году в составе Кузнецкого округа Сибирского края были образованы Ленинский район и Краснинский район с центром в селе Красное. С 1930 года Ленинский район в составе Западно-Сибирского края, с 1937 года — в составе Новосибирской области.
Ленинск-Кузнецкий район был образован Указом Президиума Верховного Совета РСФСР от 22 февраля 1939 года с центром в городе Ленинск-Кузнецкий, включивший в себя территории бывших Ленинского и Краснинского районов.
В 1943 году Ленинск-Кузнецкий район вошёл в состав вновь образованной Кемеровской области.
Законом Кемеровской области от 17 декабря 2004 года Ленинск-Кузнецкий район также был наделён статусом муниципального района, образованы 8 муниципальных образований (сельских поселений).
В августе-сентябре 2019 года Ленинск-Кузнецкий муниципальный район был упразднён, а все входившие в его состав поселения были преобразованы путём объединения в Ленинск-Кузнецкий муниципальный округ.
Законом Кемеровской области - Кузбасса от 06 мая 2024 года N 46-ОЗ Ленинск-Кузнецкий городской округ, Ленинск-Кузнецкий муниципальный округ и Полысаевский городской округ были объединены во вновь образованное муниципальное образование Ленинск-Кузнецкий муниципальный округ.
Ленинск-Кузнецкий административный район как административно-территориальная единица области сохраняет свой статус.

## Население
| 2002    | 2009    | 2010    | 2011    | 2012    | 2013     | 2014    | 2015    | 2016    |
| ------- | ------- | ------- | ------- | ------- | -------- | ------- | ------- | ------- |
| 27 825  | ↘26 716 | ↘23 760 | ↘23 731 | ↘23 378 | ↘23 152  | ↘22 907 | ↘22 560 | ↘22 202 |
| 2017    | 2018    | 2019    | 2020    | 2021    | 2025     |         |         |         |
| ↘21 847 | ↘21 333 | ↘20 851 | ↘20 687 | ↗21 803 | ↗138 130 |         |         |         |

## Административно-муниципальное устройство
В рамках административно-территориального устройства области Ленинск-Кузнецкий административный район включает 8 сельских территорий, границы которых совпадают с одноимёнными бывшими сельскими поселениями упразднённого муниципального района.
В рамках муниципального устройства Ленинск-Кузнецкий муниципальный район с 2004 до 2019 гг. включал 8 муниципальных образований со статусом сельских поселений:
| № | Бывшее муниципальное образование | Административный центр | Количество населённых пунктов | Население (чел.) | Площадь (км²) |
| - | -------------------------------- | ---------------------- | ----------------------------- | ---------------- | ------------- |
| 1 | Горняцкое сельское поселение     | посёлок Восходящий     | 7                             | ↘2154            | 84,176        |
| 2 | Демьяновское сельское поселение  | посёлок Демьяновка     | 14                            | ↘3153            | 463,549       |
| 3 | Драченинское сельское поселение  | село Драченино         | 10                            | ↘1696            | 178,766       |
| 4 | Краснинское сельское поселение   | село Красное           | 5                             | ↘3738            | 322,264       |
| 5 | Подгорновское сельское поселение | село Подгорное         | 10                            | ↘2066            | 284,26        |
| 6 | Чкаловское сельское поселение    | посёлок Чкаловский     | 7                             | ↘2323            | 294,69        |
| 7 | Чусовитинское сельское поселение | село Чусовитино        | 5                             | ↘2953            | 228,781       |
| 8 | Шабановское сельское поселение   | село Шабаново          | 10                            | ↘2768            | 499,63        |

С октября 2024 года делится на 7 территориальных отделов 

## Населённые пункты
В Ленинск-Кузнецкий район входят 66 сельских населённых пунктов:
| №  | Населённый пункт      | Тип населённого пункта | Население | Бывшее сельское поселение |
| -- | --------------------- | ---------------------- | --------- | ------------------------- |
| 1  | Ариничево             | село                   | 765       | Краснинское               |
| 2  | Берёзовка             | посёлок                | 0         | Чусовитинское             |
| 3  | Возвышенка            | деревня                | 324       | Чкаловское                |
| 4  | Восходящий            | посёлок                | 950       | Горняцкое                 |
| 5  | Горняк                | посёлок                | 102       | Горняцкое                 |
| 6  | Демьяновка            | посёлок                | 1090      | Демьяновское              |
| 7  | Драченино             | село                   | 1077      | Драченинское              |
| 8  | Дружный               | посёлок                | 67        | Шабановское               |
| 9  | Егозово               | посёлок станции        | 815       | Горняцкое                 |
| 10 | Егозово               | посёлок                | 31        | Демьяновское              |
| 11 | Золотарёвский         | посёлок                | 43        | Демьяновское              |
| 12 | Ивановка              | посёлок                | 263       | Подгорновское             |
| 13 | Камышино              | село                   | 621       | Шабановское               |
| 14 | Карьер (Белая Глинка) | посёлок                | 10        | Шабановское               |
| 15 | Клейзавода            | посёлок                | 329       | Горняцкое                 |
| 16 | Кокуй                 | посёлок                | 264       | Краснинское               |
| 17 | Красная Горка         | посёлок                | 163       | Чкаловское                |
| 18 | Красная Поляна        | посёлок                | 239       | Демьяновское              |
| 19 | Красное               | село                   | ↘2982     | Краснинское               |
| 20 | Красноярка            | деревня                | 732       | Демьяновское              |
| 21 | Лапшиновка            | посёлок                | 191       | Демьяновское              |
| 22 | Литвиновский          | посёлок                | 33        | Демьяновское              |
| 23 | Мирный                | посёлок                | 785       | Чкаловское                |
| 24 | Мусохраново           | посёлок                | ↗505      | Шабановское               |
| 25 | Непрерывка            | посёлок станции        | 98        | Драченинское              |
| 26 | Нижегородка           | деревня                | 110       | Демьяновское              |
| 27 | Новогеоргиевка        | деревня                | 612       | Демьяновское              |
| 28 | Новогородец           | посёлок                | 436       | Чкаловское                |
| 29 | Новоильинский         | посёлок                | 33        | Горняцкое                 |
| 30 | Новокамышинский       | посёлок                | 81        | Горняцкое                 |
| 31 | Новопокасьма          | деревня                | 304       | Чкаловское                |
| 32 | Новопокровка          | деревня                | 177       | Демьяновское              |
| 33 | Ново-Урский           | посёлок                | 277       | Подгорновское             |
| 34 | Новый                 | посёлок                | 544       | Чусовитинское             |
| 35 | Озёровка              | посёлок                | 6         | Демьяновское              |
| 36 | Орловский             | посёлок                | 112       | Шабановское               |
| 37 | Павловка              | посёлок                | 79        | Подгорновское             |
| 38 | Панфилово             | село                   | 1443      | Чусовитинское             |
| 39 | Петровский            | посёлок                | 103       | Драченинское              |
| 40 | Подгорное             | село                   | 801       | Подгорновское             |
| 41 | Покровка              | деревня                | 182       | Шабановское               |
| 42 | Поречье               | посёлок                | 75        | Подгорновское             |
| 43 | Ракитный              | посёлок                | 155       | Чкаловское                |
| 44 | Раскатиха             | посёлок станции        | 51        | Драченинское              |
| 45 | Родниковый            | посёлок                | 215       | Подгорновское             |
| 46 | Русско-Урский         | посёлок                | 134       | Подгорновское             |
| 47 | Сапогово              | деревня                | 52        | Драченинское              |
| 48 | Свердловский          | посёлок                | 588       | Подгорновское             |
| 49 | Семёново              | деревня                | 104       | Чусовитинское             |
| 50 | Соколовка             | деревня                | 150       | Шабановское               |
| 51 | Солнечный             | посёлок                | 186       | Горняцкое                 |
| 52 | Торопово              | деревня                | 177       | Шабановское               |
| 53 | Трекино               | деревня                | 197       | Драченинское              |
| 54 | Устюжанино            | село                   | 13        | Подгорновское             |
| 55 | Харьков Лог           | посёлок                | 64        | Краснинское               |
| 56 | Хмелёво               | село                   | 86        | Демьяновское              |
| 57 | Хрестиновский         | посёлок                | 180       | Краснинское               |
| 58 | Худяшово              | село                   | 341       | Драченинское              |
| 59 | Чесноково             | село                   | 135       | Демьяновское              |
| 60 | Чкаловский            | посёлок                | 458       | Чкаловское                |
| 61 | Чусовитино            | село                   | 1113      | Чусовитинское             |
| 62 | Шабаново              | село                   | 1421      | Шабановское               |
| 63 | Школьный              | посёлок                | 52        | Драченинское              |
| 64 | Южный                 | посёлок                | 7         | Шабановское               |
| 65 | 169 км                | разъезд                | 2         | Драченинское              |
| 66 | 189 км                | разъезд                | 25        | Демьяновское              |

### Упразднённые населённые пункты
- 2024 г. — посёлок Красноярка (Подгорновское сельское поселение) и разъезд Строительный.

С муниципальной точки зрения в состав округа также входят населенные пункты бывшего Ленинск-Кузнецкого (город Ленинск-Кузнецкий, посёлки Индустрия и Никитинский) и Полысаевского (город Полысаево, посёлки Красногорский и шахты № 5)
городских округов, но в административном отношении относящихся к городу областного подчинения Ленинск-Кузнецкий.

## Экономика
Район имеет развитый агропромышленный комплекс (растениеводство и животноводство) и промышленный комплекс (шахты, завод по производству автобусов), в середине 20 века работа госплемзавод свиней.